# Мінеєвська
Міне́євська (рос. Минеевская) — присілок у складі Афанасьєвського району Кіровської області, Росія. Входить до складу Ічетовкінського сільського поселення.
Населення становить 4 особи (2010, 9 у 2002).
Національний склад станом на 2002 рік — росіяни 100 %.